# Učení o vzdušných celnicích

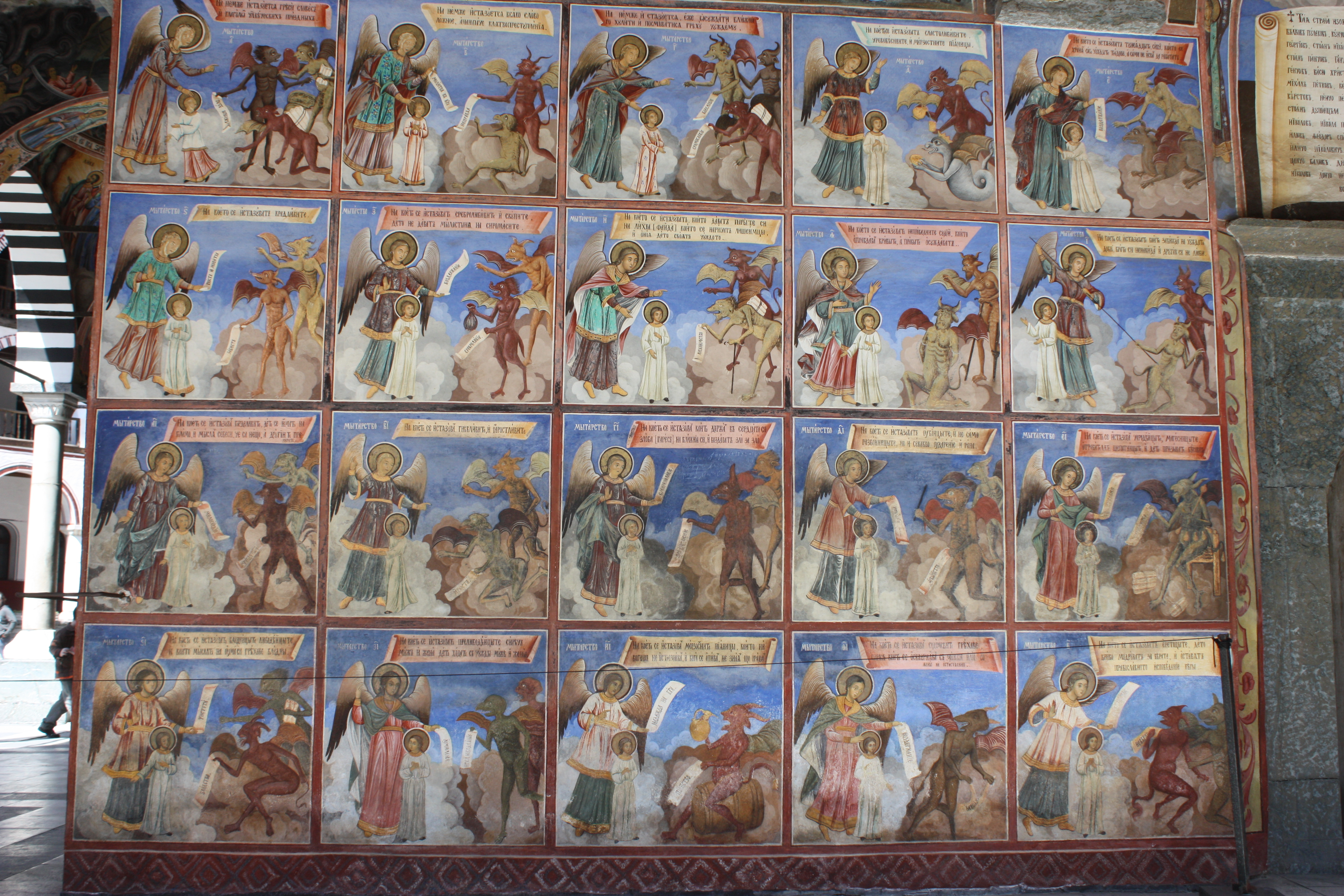
Freska znázorňující 20 vzdušných celnic (Rilský klášter)

Vzdušné celnice (také nazývané "telonia", z řečtiny telonia, celní odbavení) jsou jedním z postojů, zastávaných některými členy pravoslavných církví, který říká, že „po smrti člověka duše opouští tělo a je doprovázena k Bohu anděly. Během této cesty duše prochází (různou rychlostí) vzdušnou říší, kterou obývají zlí duchové (Efezským 6:12). Duše se s těmito démony setkává na různých místech označovaných jako celnice či mýtné domy, kde se ji démoni pokoušejí obvinit z hříchu, a pokud je to možné, zavlečou duši do pekla.“ Řada pravoslavných světců, současných mnišských starců a teologů ji otevřeně podpořila, ale někteří teologové a biskupové ji odsoudili jako heretickou a gnostického původu. V katolicismu je závazně definován očistec. Pravoslavní na problematiku učení o vzdušných celnicích a očistci mají vícero názorů.

## Charakteristika
Nejpodrobnější zprávu o vzdušných celnicích lze nalézt v biografii Basila mladšího, nalezené v Životech svatých k 26. březnu. V tomto ztvárnění se Theodora, Basilova duchovní studentka, zjevila jinému studentovi, zbožnému a svatému laikovi Řehořovi. Podle příběhu se Řehoř modlil k Bohu a požádal ho, aby je informoval o tom, co se stalo s Theodorou po její smrti. Bůh odpověděl na jeho modlitby (podle tohoto popisu) tím, že poslal Theodoru samotnou k Řehořovi; a vyprávěla mu velmi podrobně o své cestě po vzdušných celnicích. Podle Theodorina učení má každý křesťan démona, který ho nebo ji pokouší. Tito démoni uchovávají záznamy o každém hříchu myšlením nebo činem, úmyslným i neúmyslným, který se jim podaří přimět člověka ke spáchání, i když hříchy, za které bylo učiněno pokání, jsou ze záznamů démonů vymazány. Třetí den poté, co se duše oddělila od těla, je podle tohoto popisu nesena anděly směrem k Nebi. Na cestě musí duše projít kolem dvaceti vzdušných celnic. Každá vzdušná celnice je osídlena démony oddanými konkrétním hříchům. V každé celnici démoni požadují, aby duše „zaplatily“ za své hříchy tím, že složí účet kompenzačními dobrými skutky. Pokud duše není schopna kompenzovat hřích, odnesou ji démoni do pekla. Existuje dvacet celnic, i když jejich počet není dogmatický (stejně jako celé učení o vzdušných celnicích) a různé zdroje uvádějí různá čísla. Na prvním vzdušné celnici je duše dotazována na hříchy jazyka, na dalších devatenácti pak na další hříchy.
1. Hříchy jazyka
2. Lži
3. Pomluvy
4. Obžerství
5. Lenost
6. Krádež
7. Lakomství
8. Lichva
9. Nespravedlnost
10. Závist
11. Pýcha
12. Hněv
13. Připomínání zlého
14. Vražda
15. Magie
16. Chtíč
17. Cizoložství
18. Sodomie
19. Kacířství
20. Nedostatek charity

## Podpora učení
Řada současných pravoslavných církevních osobností podporuje učení o vzdušných celnicích, včetně Efraima (Moraitise), Constantinea Cavarnose, amerického mnicha Seraphima (Rose), metropolity Hierotheose (Vlacha), svatého Jana ze Šanghaje a San Francisca. Justin Popović ve své Dogmatice pravoslavné církve učení o vzdušných celnicích obhajuje také. Učení dále podporovali například svatý Nikolaj Ochridský, a Michael Pomazanský.

## Kritika
Pravoslavný teolog David Bentley Hart považuje toto učení za kacířství a pravoslavný teolog Adnan Trabulsi je proti učení o vzdušných celnicích. Pravoslavný teolog Dr. Paul Ladouceur považuje Život svatého Basila za padělek; dále píše, že učení o celnicích „není jediným prvkem myšlení o posmrtném životě v rámci pravoslavné tradice. 

## Přípustnost různých názorů
V pravoslaví není neobvyklé mít různé a dokonce i zdánlivě se překrývající prvky v rámci celkové tradice ve věcech, o kterých neexistují žádná formální církevní dogmata. Je tedy zavádějící a chybné prezentovat teologii celnic jako „učení pravoslavné církve“, když je ve skutečnosti pouze součástí pravoslavné tradice týkající se posmrtného života.“